# Sun Buer
Mestra Sun Buer (ou Sun Bu'er, ou Sun Pu-erh) (Chinês Tradicional: 孫不二) (1119 – 1182 D.C.) foi uma Taoísta chinêsa da linhagem Quanzhen (全真道), fundadora da linhagem taoísta da Pureza e tranqüilidade (清靜) (Qingjing pai).
Foi uma dos sete discípulos do taoísta Wang Chongyang, conhecidos na China como "Os Sete Imortais".

## Sua história

### Vida familiar
Nasceu em Ninghai (conhecida atualmente como Muping), em Shandong durante a dinastia Jin. Seu nome de família era Sun e seu nome pessoal Fuchun, Buer é o nome taoísta que adotou.
Sun Buer viveu na província de Shandong, na China. Era uma mulher bela, inteligente, rica, casada, com três filhos.
Seu marido Ma Yu foi também um dos discípulos do taoísta Wang Chongyang, que os visitou em sua residência.

### Determinação
Aos 51 anos ela também tornou-se uma discípula de Wang Chongyang, decidiu estudar seriamente o Tao, chegando a renunciar ao convívio com sua família para viver no "Templo da Lótus de Ouro" (jinlian tang).
Segundo a tradição registrada no livro traduzido por Eva Wong, o Mestre Wang Chongyang dissera a Sun Buer que se um de seus discípulos tivesse a determinação para viajar mil milhas até Luoyang (洛阳), encontraria um imortal que poderia lhe ensinar os mistérios mais profundos do universo.
Ela resolveu despedir-se de sua vida confortável e seguir este caminho, mas o Mestre Wang a advertiu que sua beleza a tornaria alvo da cobiça de malfeitores, proibindo-a de realizar esta jornada.
Determinada a se aprofundar em seus estudos do Tao, Sun Buer retornou à sua casa e com óleo fervente queimou seu rosto de modo a não atrair mais a atenção de nenhum criminoso.
Wang espantou-se e comoveu-se com a sua atitude, convencendo-se de sua determinação e sinceridade. Prevendo que ela seria a discípula que viajaria a Luoyang, lhe transmitiu os segredos da alquímia interna taoísta.

### Realização
Sun Buer deixou seu lar e sua amada família disfarçando-se com roupas estranhas, cabelos desgrenhados e simulando insanidade. Assim conseguiu alcançar a cidade de Luoyang, onde após doze anos de prática na "Gruta da Imortal Senhora Fênix" (fengxiangu dong) realizou-se no Tao, sendo considerada desde então uma imortal.
Teve muitos discípulos, fundou a linhagem taoísta da "Pureza e tranqüilidade", e também é autora de diversas poesias Taoístas.
Em seus textos Sun Buer desenvolveu os conceitos do Mestre Wang Chongyang sobre a Alquímia Interna Taoísta, explicitando as características específicas da prática feminina em catorze poemas que descrevem cada uma das etapas deste processo de transformação física e espiritual. O primeiro é serenar a mente.

## Histórias lendárias
No dia da passagem da Imortal Senhora Sun Buer em estado de meditação sentada, um vento perfumado e fresco soprou durante todo o dia.
No mesmo momento Ma Yu estava praticando o Dao em Ninghai, a viu voando pelos céus em nuvens coloridas e escutou sua despedida, ficou tão feliz com sua realização que começou a dançar.
Segundo a tradição, mesmo após sua ascensão ao Céu, Sun Buer não se esqueceu de seu marido e retornou por algum tempo a seu lar na Terra para ajudá-lo em seus estudos do Tao. Assim, seu marido também alcançou a perfeição, assumindo o nome Ma Danyang.

## Livros escritos por Sun Buer
Sobreviveram até a atualidade:
- "O Livro Secreto sobre o Elixir Interior conforme a Transmissão da Imortal Sun Buer" (Sun Buer yuanjun chuanshu dandoao mishu).
- "Ditos exemplares da Patriarca Imortal Sun Buer" (Sun Buer yuanjun fayu).

## Os Sete Imortais

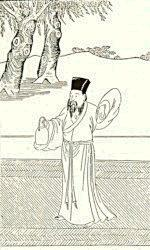
Wang Chong Yang (1112-1170), mestre dos Sete Imortais.

- Qiu Chuji
- Ma Yu
- Tan ChuDuan
- Liu ChuXuan
- Wang ChuYi
- Hao DaTong
- Sun Buer